# 短路比 (發電機)
短路比簡稱SCR，是衡量發電機穩定性的指標。是在開路時產生額定電樞電壓所需的場電流，相對短路時產生額定電樞電流所需的場電流的比例。此比例也可以表示飽和d軸同步電抗的倒數（以標表示）：
{\displaystyle SCR={\frac {1}{X_{S}}}}

## 短路比的效果
短路比較高表示電抗{\displaystyle X_{S}}較小，在實務上表示氣隙較大： 
高短路比以及低短路比都有各自的優點：
- 低短路比
  - 短路時的電路和短路比成正比，因此低短路比的發電機比較不需要保護，也比較便宜。
  - 低短路比表示氣隙較小，激磁場較小，這兩項都可以縮小發電機的尺寸。
  - 低短路比表示使用的銅和鐵都比較少，可以讓成本下降。
- 高短路比
  - 高短路比的發電機在過載時可以產生較多的電，在電網偶發事件（英语：contingency (electrical grid)）時可以增加系統穩定性，
  - 高短路比表示在負載變化時其電壓變化會比較小，也可以促進系統穩定性
  - 高短路比發電機其同步功較多，因此比較容易並聯運行。

實務上的發電機設計，會針對特定應用，考量其優點和缺點下，選擇適當的短路比。

## 來源
- Louis, M. Maria. . Eastern economy edition. PHI Learning. 2014  [2023-07-01]. ISBN 978-81-203-4852-3.
- Das, J.C. . CRC Press. 2017  [2023-07-02]. ISBN 978-1-4987-4542-0.
- Boldea, I. . CRC Press. 2018  [2023-07-10]. ISBN 978-1-4987-2351-0.
- Ehya, Hossein; Faiz, Jawad. . IEEE Press Series on Power and Energy Systems. Wiley. 2022  [2023-07-01]. ISBN 978-1-119-63607-6.